# Aleksandar Petaković
Aleksandar Petaković, cyr. Aлeкcaндap Пeтaкoвић (ur. 6 lutego 1930 roku w Belgradzie, zm. 12 kwietnia 2011 roku w Kraljevie) – jugosłowiański piłkarz występujący podczas kariery zawodniczej na pozycji napastnika w klubach: Radnički Belgrad, Lille OSC, Standard Liège i Fortuna Sittard oraz w reprezentacji Jugosławii, trener. 

## Kariera sportowa
Uczestnik mistrzostw świata w 1954 i 1958 roku.
W reprezentacji zadebiutował 22 września 1954 roku w meczu z Walią (3:1).